# ボンクレー☆ショーガッツ
『ボンクレー☆ショーガッツ』（BonClair☆ShowGuts）は、石井まゆみによる日本の漫画作品。
2007年から2008年に、『コーラス』（集英社）で連載された。全14話。単行本はクイーンズコミックスから全3巻が発行された。学校の空き教室に入居した設計事務所で働く主人公が、仕事で成長していく様子を描いた作品。

## あらすじ
実果の勤める設計事務所が、公募された私立集英学園の空き教室に入居し、毎日の仕事は生徒たちと隣り合わせという風変わりな環境になる。別の空き教室には、実果が会いたくないと思っていた元カレ・上枝が立ち上げた設計事務所が入居していた。上枝の策謀で、実果は建て替えを相談していた唯一の顧客を奪われて怒り心頭になる。そんな中、実果は集英学園の理事長秘書・保延から、理事長が入居企業を追い出そうとしているから注意するよう忠告を受ける。事情が飲み込めない実果は、校内で偶然に理事長と出会い、学校の池の改修を依頼される。しかし、その依頼をまたも上枝が聞きつけ、その仕事をコンペにしてほしいと学校側に働きかける。コンペの結果、上枝の企画に完敗し、自分の未熟さをかみしめる実果は、保延が理事長・望月に複雑な感情を抱いていることを知る。

## 登場人物
三矢 実果（みつや みか）
主人公。25歳。柿本&アーデン設計事務所に勤める。上枝とは元恋人関係。集英学園の生徒たちからは黒パンと呼ばれる。高円王に聞かれて答えた座右の銘は「ボンクレーショガッツ」だが意味は不明。我が強く自己中心的な元カレ・上枝を嫌っているが、仕事の才能は認めている。
上枝（かみえだ）
実果の元カレ。かつて柿本と大手設計事務所にいたが、現在は独立して設計事務所タカ・スペースを立ち上げた。有能な設計士だが、実果の顧客を奪うことも厭わない。
望月 宗矩（もちづき むねのり）
私立集英学園の理事長。実果を見込んで何かと仕事を依頼する。
保延 敦（ほのべ あつし）
望月の秘書。子供のころは宗矩とは従兄弟で親友だったが、異母兄弟だと知って以降、複雑な感情を抱いている。
麻生 伝（あそう つたえ）
柿本&アーデン設計事務所の副所長。名前の音読みが事務所名の「アーデン」の由来。
柿本（かきもと）
柿本&アーデン設計事務所の所長。
米原 晋之介（まいばら しんのすけ）
柿本&アーデン設計事務所の所員。造園施工管理技士2級。事務所でのあだなは「パシリ」。
高円王 春日（こうえんのう はるか）
私立集英学園中等部の生徒。新聞部員。事務所の入居時に話をしたことがきっかけで、実果たちと顔見知りになる。
長山 乃里子（ながやま のりこ）
タカ・スペースの社員。柿本&アーデン設計事務所に出入りし、実果の顧客を上枝が奪うきっかけを作ってしまう。

## 書誌情報
- 石井まゆみ 『ボンクレー☆ショーガッツ』 〈クイーンズコミックス〉、全3巻[1]
  1. 2007年8月22日第1刷発行、 ISBN 978-4-08-865420-1
  2. 2008年3月24日第1刷発行、 ISBN 978-4-08-865466-9
  3. 2008年7月22日第1刷発行、 ISBN 978-4-08-865488-1

  - 第3巻に「ヨーヨーキルト・フラワーズ」を収録